# Ulica Jana Kilińskiego w Ełku
Ulica Jana Kilińskiego w Ełku – jedna z głównych ulic Ełku, część głównej arterii komunikacyjnej miasta, czwarta najdłuższa ulica miasta po ulicach Przemysłowej, Suwalskiej i Sikorskiego. Od ronda Saperów do ronda mjr. Czesława Nalborskiego droga w przekroju 2x2. Na wysokości Szkoły Podstawowej nr 7 znajduje się przejście podziemne. Ulica wyznacza granicę między osiedlami Kochanowskiego i Bogdanowicza. Łączy osiedla Szyba i Jeziorna z Centrum. Wzdłuż ulicy zlokalizowany jest szereg punktów handlowo-usługowych oraz bloki mieszkalne powstałe w PRL. Przed oddaniem do użytku obwodnicy Ełku droga była częścią drogi krajowej nr 65.
W latach 1933–1945 ulica nosiła nazwę Waldener Straße.

## Obiekty
- "Tęczowy Dom" Dom Pomocy Społecznej dla Dzieci Zgromadzenia Sióstr Benedyktynek Misjonarek
- Parafia Ducha Świętego w Ełku
- salony samochodowe
- sklep Polskie Składy Budowlane "Mrówka"-"Chata1"
- stacja paliw PKN Orlen
- sklepy dyskontowe Biedronka
- Poczta Polska Urząd Pocztowy Ełk 6
- Międzyzakładowa Spółdzielnia Mieszkaniowa w Ełku

- apteka Cefarm Białystok
- Publiczna Szkoła Podstawowa nr 7 z oddziałami integracyjnymi w Ełku
- Miejskie Przedszkole i Żłobek "EKOLUDKI"
- Kompleks sportowy "Moje Boisko – Orlik 2012" przy Szkole Podstawowej nr 7

## Ronda
- Rondo mjr. Czesława Nalborskiego (ul. Przemysłowa – ul. Grajewska)
- Rondo Honorowych Dawców Krwi (ul. Piękna)[1]
- Rondo Saperów (ul. Targowa)